# Rodrigo Barbosa Costa
Rodrigo Costa (* 30. Juli 1975 in Laranjal Paulista, São Paulo; vollständiger Name Rodrigo Barbosa Rodrigues Costa) ist ein ehemaliger brasilianischer Fußballspieler.

## Karriere
Rodrigo Costa war ein kopfballstarker Innenverteidiger. In der Jugend spielte er bei EC XV de Novembro Piracicaba. Danach war er in Portugal für den CS Marítimo und lange Zeit in Brasilien für die Clubs SE Palmeiras, Guarani FC, EC Juventude, Grêmio Porto Alegre und FC Santos aktiv. Insgesamt absolvierte er in der Série A 160 Spiele und erzielte dabei 4 Tore.
2002 wechselte er zum TSV 1860 München in die 1. Bundesliga, wo er schnell zum Stammspieler wurde. In der zweiten Saison nach dem Wechsel verpasste er nur vier Spiele und auch nach dem Abstieg in die 2. Bundesliga stand er nur bei drei Spielen der Saison 2004/2005 aufgrund von Sperren nicht auf dem Platz. In der Abstiegssaison 2003/2004 traf der seltene Torjäger kurioserweise gleich zweimal gegen die Berliner Hertha das Tor. Beim Hinspiel war es allerdings das eigene Netz. Den Ausrutscher konnte er zwar im Rückspiel mit dem 1:0-Führungstreffer wieder wettmachen, zum Klassenerhalt reichte es jedoch nicht mehr: das Spiel endete wie auch in der Hinrunde 1:1. Insgesamt kassierte er während seiner Zeit bei 1860 34 Gelbe Karten, also durchschnittlich in fast jedem dritten Spiel eine, sowie zwei Gelb-Rote und eine Rote Karte. Sein Vertrag lief bis 2008, wurde jedoch am 26. April 2006 durch den Verein fristlos gekündigt. Costa erklärte zuvor, kein Spiel mehr unter dem Trainer Walter Schachner bestreiten zu wollen. Später einigte man sich dann auf eine Auflösung des bis 2008 laufenden Vertrages gegen eine Abfindungszahlung.
Der Spieler wechselte zu Standard Lüttich in die belgische Erste Division, wo er einen Zweijahresvertrag unterschrieb. Er konnte sich hier aber nicht durchsetzen und der Vertrag wurde bereits nach einem Monat einvernehmlich aufgelöst. Nach einem Intermezzo beim paraguayischen Fußballverein Cerro Porteño, bei dem er auch in der Copa Libertadores eingesetzt wurde, spielte Costa einen Monat lang bei dem griechischen Erstligisten Veria FC und war anschließend für CA Metropolitano aktiv, bevor der Vertrag wieder aufgelöst wurde. Costa kehrte zu seiner Familie nach Rio de Janeiro zurück.